# Araneus gundlachi
Araneus gundlachi är en spindelart som först beskrevs av Banks 1914.  Araneus gundlachi ingår i släktet Araneus och familjen hjulspindlar.
Artens utbredningsområde är Kuba. Inga underarter finns listade i Catalogue of Life.